# Aleksander Pociej (prawnik)
Aleksander August Pociej (ur. 7 lutego 1965 w Warszawie) – polski prawnik, polityk i dyplomata, adwokat, senator VIII, IX i X kadencji, prezenter telewizyjny, felietonista.

## Życiorys
Absolwent II Liceum Ogólnokształcącego im. Stefana Batorego w Warszawie. W 1988 ukończył studia prawnicze na Wydziale Prawa i Administracji Uniwersytetu Warszawskiego, promotorem jego pracy magisterskiej był Lech Falandysz. Odbył studia podyplomowe z zakresu międzynarodowego prawa handlowego na Université de Paris X, a także praktyki zawodowe w jednej z paryskich kancelarii adwokackich i nowojorskich firm prawniczych. W 1995 uzyskał uprawnienia do wykonywania zawodu adwokata. Od 1996 do 2011, kiedy to objął mandat senatorski, praktykował jako wspólnik Kancelarii Adwokackiej Pociej, Dubois i Wspólnicy. Był m.in. obrońcą byłej posłanki Beaty Sawickiej oskarżonej o przestępstwa korupcyjne i ostatecznie uniewinnionej przez Sąd Apelacyjny w Warszawie.
Zajmuje się także działalnością felietonistyczną, publikował m.in. w „Gazecie Finansowej” i „Życiu Warszawy”. Jest autorem wydanej w 2006 przez Polski Instytut Wydawniczy książki Ręce na biurku, będącej wyborem jego felietonów. Udzielał się jako komentator i ekspert w programach telewizyjnych (m.in. regularnie występował w Rozmowach w toku). Przez kilka lat był prowadzącym program sądowniczy Werdykt na antenie stacji telewizyjnej Tele 5.
W 2005 kierował kampanią wyborczą Zbigniewa Religi, ubiegającego się o urząd prezydenta. W wyborach parlamentarnych w 2011 wystartował do Senatu jako bezpartyjny kandydat z ramienia Platformy Obywatelskiej w okręgu nr 45 w Warszawie. Otrzymał 99 358 głosów (45,19% głosów w okręgu), uzyskując mandat senatora. W 2015 z powodzeniem ubiegał się o reelekcję, poparło go 100 455 osób. W październiku 2018 został wybrany na przewodniczącego frakcji Europejskiej Partii Ludowej w Zgromadzeniu Parlamentarnym Rady Europy. W 2019 (już jako członek PO, z ramienia Koalicji Obywatelskiej) ponownie uzyskał mandat senatora, otrzymując 175 660 głosów. W X kadencji objął funkcję przewodniczącego Komisji Praw Człowieka, Praworządności i Petycji.
W wyborach w 2023 z ramienia KO bezskutecznie ubiegał się o mandat poselski. W 2024 stanął na czele Stałego Przedstawicielstwa RP przy Radzie Europy w Strasburgu w randze chargé d’affaires ad interim.

## Odznaczenia
Kawaler francuskiej Legii Honorowej (2015).

## Życie prywatne
Ma czworo dzieci. Jako dziecko zagrał epizodyczne role w serialu telewizyjnym Droga (1973), filmach Nie ma mocnych (1974) oraz Kochaj albo rzuć (1977). Wystąpił także m.in. w Ogniem i mieczem (1999) oraz Starej baśni (2003).